# 曼紐爾·馬格特
曼紐爾·馬格特·高梅茲（西班牙語：Manuel Margot Gomez，1994年9月28日—），為美國職棒大聯盟的中外野手，目前為自由球員。他先前曾效力於教士、光芒、雙城與老虎等隊。

## 職業生涯

### 聖地牙哥教士
馬格特在2016年9月登上大聯盟，整季出賽10場比賽，其中7場擔任先發外野手。
2017年春訓，馬格特弄傷膝蓋，但他還是在開幕戰上場比賽。他在開季前6場比賽敲出5支長打，包含2轟。整季他的打擊率為2成63，並敲出13轟。最終他在國聯新人王票選上拿下第6名。
2018年，馬格特正式成為球隊的固定先發中外野手。他只有在4月因為肋骨受傷短暫休息10天，剩餘球季幾乎健康穩定出賽。整季他的打擊率為2成45，並敲出8轟與11次盜壘成功。2019年，威爾·邁爾斯開始壓縮馬格特的上場時間。之後他和菜鳥外野手Josh Naylor輪流上場擔任先發外野手，整季繳出2成34的打擊率，並敲出12轟。

### 坦帕灣光芒
2020年2月8日，教士將馬格特和Logan Driscoll交易到光芒，換來艾米里歐·帕岡。由於光芒已有中外野手凱文·基爾邁爾坐鎮，因此馬格特只能擔任角落外野手。整季他的打擊率為2成69，並敲出1轟與12次盜壘成功。這年光芒拿下美聯最佳戰績，接連在外卡系列賽和分區賽打敗藍鳥和洋基。到了美聯冠軍賽，馬格特在第6場敲出雙響砲，最後光芒4勝3敗挺進隊史第二次世界大賽。世界大賽第5場，馬格特嘗試盜本壘，但最終以失敗收場。後來光芒2勝4敗輸給道奇，無緣拿下隊史首冠。
2022年4月5日，光芒與馬格特簽下2年1,900萬美元的合約。6月20日，他因為腿部受傷進入10天傷兵名單。

## 個人生活
馬格特目前已婚，並育有2名子女。

## 外部連結
- 球員資訊和成績在MLB ，ESPN ，Retrosheet ，Baseball Reference ，Baseball Reference (Minors) ，Fangraphs ，The Baseball Cube （英文）
- 曼紐爾·馬格特的Instagram帳戶